# Sofonija (Sokolskij)
Sofonija (světským jménem: Stefan Vasiljevič Sokolskij, při narození Bulanov; 26. listopadu 1799, Jeski – 8. prosince 1877, Věrnyj) byl duchovní ruské pravoslavné církve a první arcibiskup turkestánský a taškentský.

## Život
Narodil se 26. listopadu 1799 ve vesnici Jeski ve Tverské gubernii v rodině kněze. Rodovým příjmením bylo Bulanov. Když Stefanův otec Vasil nastoupil do Tverského duchovního semináře, rektor semináře archimandrita Pavel mu vzhledem k hezkému vzhledu a živé povaze dal příjmení Sokolskij.
Po dokončení domácího vzdělání vstoupil Stefan nejprve na Bežecké duchovní učiliště a poté roku 1817 do Tverského duchovního semináře.
Roku 1823 nastoupil na Petrohradskou duchovní akademii, kterou skončil roku 1827 s titulem magistra teologie.
Dne 6. září 1827 po ukončení studia přijal postřih na monacha s mnišským jménem Sofonija, na počest proroka Sofonjáše. Dne 8. září byl rukopoložen na jerodiákona a 11. září na jeromonacha. Dne 16. září byl přidělen do služby v Tverském duchovním semináři.
Dne 16. února 1929 byl jmenován inspektorem a profesorem filosofie ve Vologdském duchovním semináři. Během své služby ve Vologdě dočasně spravoval správu Spaso-Kamenného monastýru. Od 7. prosince 1830 začal sloužit jako rektor Vologdského semináře a cenzor kázání. Ve stejném roce byl pověřen revizí vologdských škol. Dne 28. června 1831 připravil k mnišskému postřihu Dimitrije Brjančaninova, budoucího biskupa kavkazského Ignatija, se kterým se poté mnoho let přátelil.
Dne 29. listopadu 1831 byl převeden jako inspektor a profesor do Archangelského duchovního semináře.
Dne 10. května 1835 byl poslán do města Orel, kde se stal rektorem a profesorem teologie na Orelském duchovním semináři. Dne 28. června byl za svou službu Nejsvětějším synodem povýšen na archimandritu a zároveň byl ustanoven představeným Petropavlovského monastýru v Mcensku. Dne 28. srpna se stal členem Orelské duchovní konzistoře.
Dne 5. května 1839 byl převeden do města Kamenec Podolský, kde začal působit jako rektor a profesor teologie na Podolském duchovním semináři. Stejného dne byl jmenován představeným Kamenského monastýru Svaté Trojice.
Dne 11. prosince 1843 byl poslán do Petrohradu, kde pobýval až do srpna 1844 a sloužil jako člen konzistoře. Zde působil také na místní akademii.
Dne 20. srpna 1844 byl jmenován rektorem a profesorem teologie na Jaroslavském duchovním semináři a představeným Abrahámovského monastýru Zjevení Páně v Rostově.
Dne 21. září 1845 se stal rektorem a profesorem teologie ve Tverském semináři.
Dne 13. února 1847 byl převeden jako rektor a profesor teologie do Mogilevského duchovního semináře a byl ustanoven představeným Mogilevského monastýru Zjevení Páně.
Dne 11. února 1848 byl poslán do Konstantinopole, kde začal sloužit jako představený ruského chrámu svatého Mikuláše Divotvorce. V květnu 1853 odjel na krátkou dobu zpět do Ruska, ale Krymská válka mu zabránila návratu do Turecka. Do roku 1855 pobýval v Alexandro-Něvské lávře v Petrohradu.
Dne 12. července 1855 byl poslán do Říma jako představený ruského chrámu svatého Mikuláše Divotvorce. Dne 8. května 1860 byl na vlastní žádost propuštěn z funkce.
Dne 22. září 1861 Nejsvětější synod projednal touhu nestoriánů vstoupit k pravoslaví a proto archimandritu Sofonijáše poslali do Jerevanu, kde strávil dva roky.
Dne 28. února 1863 byl Nejsvětějším synodem ustanoven biskupem novomirgorodským a vikarijním biskupem chersonské eparchie.
Dne 3. března byl v Trojickém soboru Alexandro-Něvské lávry chirotonizován na biskupa. Světiteli byli metropolita kyjevský a galičský Arsenij (Moskvin), arcibiskup pskovský Feognost (Lebeděv), arcibiskup tverský Filofej (Uspenskij), arcibiskup rižský Platon (Goroděckij), arcibiskup mogilevský Jevsevij (Orlinskij) a biskup vyborský Ioannikij (Rudněv).
Dne 17. června 1864 byl poslán do Gruzie. Od září 1864 do března 1865 pobýval v Tbilisi.
Dne 12. listopadu 1871 byl rozhodnutím Nejsvětějšího synodu ustanoven biskupem nově vytvořené turkestánské a taškentského eparchie. Generál adjutant Konstantin Petrovič von Kaufmann si nepřál aby se sídlo biskupa nacházelo v Taškentu a proto byla biskupská rezidence zřízena ve městě Věrnyj (dnes Almata).
Dne 16. září 1877 na počest jeho 50. výročí kněžské služby byl povýšen na arcibiskupa.
Zemřel 8. prosince 1877 ve městě Věrnyj, kde byl také pohřben.
Na jeho počest Kazachstánský metropolitní okruh po něm pojmenoval medaili a řád.

## Vyznamenání
- 1841 – Řád svaté Anny II. stupně
- 1865 – Řád svaté Anny I. stupně
- 1874 – Řád sv. Vladimíra II. stupně